# Comitato di esperti per la politica della ricerca
Il Comitato di esperti per la politica della ricerca (CEPR) è un organo di consulenza del Ministero dell'Istruzione, dell'Università e della Ricerca (MIUR) in materia di politica della ricerca, e incaricato di fornire pareri e produrre studi sullo stato della ricerca, nazionale e internazionale.

## Storia
L'istituzione del CEPR è stata prevista dall'Art. 3 del D.lgs. 5 giugno 1998, n. 204, con lieve modifica disposta dal D.lgs. 29 settembre 1999, n. 381. Con proprio decreto, il Ministero (allora MURST) aveva definito le norme generali di funzionamento del Comitato, la durata del mandato dei singoli componenti, nonché le indennità loro spettanti. Dopo un periodo di incertezza e di vacanza, durante il decennio 2000-2010, il Ministro dell'Istruzione, dell'Università e della Ricerca ha provveduto a ricostituire il Comitato con un nuovo decreto, del 17 dicembre 2009, che ne disciplina le attività.

## Ruolo e compiti
Il CEPR ha compiti di consulenza e di studio concernenti la politica e lo stato della ricerca, nazionale e internazionale, con particolare riguardo al programma nazionale per la ricerca (PNR). Tali compiti sono affidati dal Ministro ai membri del Comitato o al Comitato nella sua collegialità.
Il CEPR, nell'esercizio delle sue funzioni, può corrispondere con tutte le amministrazioni pubbliche al fine di ottenere notizie e informazioni, e può chiedere collaborazione per specifiche attività. Le amministrazioni dello Stato possono a loro volta avvalersi del CEPR per pareri su programmi e attività di ricerca di propria competenza.
Il Comitato si avvale, come supporto, della segreteria tecnica istituita presso il Ministero.

## Composizione e nomina
Il CEPR è composto dal Ministro, che lo presiede, e da non più di 9 membri, scelti tra personalità di alta qualificazione del mondo scientifico, tecnologico, culturale, produttivo e delle parti sociali, assicurando l'apporto di competenze diverse.
I componenti del CEPR sono nominati dal Presidente del Consiglio, su proposta del Ministro dell'Istruzione, dell'Università e della Ricerca. Con decreto del Ministro sono determinate la durata del mandato e le norme generali di funzionamento. I dipendenti pubblici possono essere collocati in aspettativa per la durata del mandato. Le indennità spettanti ai membri del comitato sono determinate con decreto del Ministro, a valere sullo stato di previsione del MIUR.

### Membri
I componenti del primo CEPR, insediato da Ortensio Zecchino il 22 luglio 1999, erano: Cesare Boffa, Umberto Eco, Gianni Fabri, Silvio Garattini, Paolo Leon, Francesca Zannotti, Rodolfo Zich, Antonino Zichichi.
I membri nominati da Mariastella Gelmini con DPCM dell'11 gennaio 2010 erano: Claudio Bordignon, Irene Bozzoni, Giacinto Della Cananea, Fabiola Gianotti, Alberto Mantovani (Vice Presidente), Carlo Rizzuto e Marina Ruggieri. Nicola Cabibbo, anch'esso nominato componente, è poi deceduto, mentre Salvatore Settis si è successivamente dimesso.
Con DPCM del 9/1/2014 sono stati nominati, da Maria Chiara Carrozza:
- Roberto Battiston, Professore ordinario di Fisica Sperimentale, Università di Trento;
- Oliana Carnevali, Professore ordinario di Anatomia Comparata e Citologia, Università Politecnica delle Marche;
- Luciano Modica, già Professore ordinario di Analisi Matematica, Università di Pisa;
- Micaela Morelli, Professore ordinario di Farmacologia, Università di Cagliari;
- Andrea Carlo Moro, Professore Ordinario di Linguistica, Scuola Superiore Universitaria ad Ordinamento Speciale Iuss di Pavia;
- Gustavo Piga, Professore ordinario di Economia Politica, Università degli Studi di Roma Tor Vergata;
- Filippomaria Pontani, Professore associato di Filologia Classica, Università Ca' Foscari di Venezia;
- Aldo Sandulli, Professore ordinario di Diritto Amministrativo, Università SuorOrsola Benincasa di Napoli;
- Maria Gabriella Signorini, Professore associato di Bioingegneria Elettronica e Informatica, Politecnico di Milano.